# Anastacia
Anastacia Lyn Newkirk, mais conhecida como Anastacia (Chicago, 17 de setembro de 1968), é uma cantora e compositora americana.
Na primeira metade da década de 2000, Anastacia fez muito sucesso na Europa, América Latina, Oceania, Ásia, e África do Sul. Porém, nunca obteve o mesmo nível de sucesso no seu país natal, os Estados Unidos. Em 2005, foi reconhecida pela venda de 20 milhões de discos em todo o mundo.
É mundialmente conhecida por sua voz grave, emotiva e por sua habilidade de atingir poderosas notas (Bb2 - C6/C7), demonstrando sua rara voz de Contralto, que mesmo sendo naturalmente grave, lhe permite alcançar notas agudíssimas.
Devido à sua pequena estatura (160 cm ou 5'3"), ganhou o apelido de "A Pequena Senhora com uma Grande Voz" ("The Little Lady with The Big Voice"). Até meados de 2005, Anastacia era conhecida por usar óculos (geralmente de lentes escuras), tendo nesta altura feito uma cirurgia para corrigir a visão.

## Infância e Início de Carreira
Anastacia nasceu em Chicago,Illinois, numa família de artistas: o seu pai, Robert Newkirk, foi cantor em clubes; e a sua mãe, Diane Hurley, uma atriz de musicais da Broadway. Depois que o seu pai deixou a família, eles mudaram-se para a cidade de Nova Iorque, quando a Anastacia já era adolescente, foi matriculada na Children's School, em Manhattan.
Demonstrou cedo seu interesse pela dança, apesar de ter sido diagnosticada como portadora da doença de Crohn, quando tinha 13 anos.
Chamou a atenção pela primeira vez durante um show de D. L. Hughley, enquanto ele apresentava o BET's Comic View, cantando Oleta Adams "Get Here", em 1992. Durante os anos 1990, ela apareceu regularmente no Club MTV, e em alguns vídeos dos rappers Salt-N-Pepa em 1988. Em 1999, chamou a atenção de grandes gravadoras depois de encerrar o show de talentos da MTV, The Cut. Ela assinou um contrato com a Daylight Records, uma gravadora do portfólio da Sony Music Entertainment Epic Records em março de 1999. The Cut foi apresentado por Lisa "Left Eye" Lopes, do grupo de hip-hop e R&B TLC. A então desconhecida Anastacia terminou em segundo lugar, mas impressionou muito Lopes e os três jurados do programa.

## Histórico da Carreira
Seu álbum de estreia, Not That Kind, foi lançado em 2000, e foi um imenso sucesso, alcançando as paradas de 10 melhores músicas em 8 países da Europa, Ásia e Oceania. Foi disco de platina quádruplo na Austrália, alavancado pelo sucesso de sua música de estreia, I'm Outta Love, que foi o single mais popular  do ano de 1999 no país. I'm Outta Love subiu ao topo das paradas na Austrália e Nova Zelândia, alcançou a segunda posição na França e também alcançou a sexta posição no Reino Unido e Alemanha. Nos Estados Unidos, foi apenas um pequeno hit de rádio. O segundo single Not That Kind alcançou a décima primeira posição no Reino Unido e foi o grande hit de toda a europa e do resto do mundo. Cowboys & Kisses foi lançada como o terceiro single de seu álbum, estando entre as quarenta melhores músicas em alguns países da Europa. Como último e apenas promocional single, Made for Lovin' You chegando à vigêsima sétima (27) posição no Reino Unido e septuagésima segunda (72) posição na França.
Enquanto "I'm Outta Love" estava entre as dez melhores músicas do Hot Dance Club Play, "Not That Kind" não chegou a aparecer entre as 100 melhores da Billboard (Billboard Hot 100).

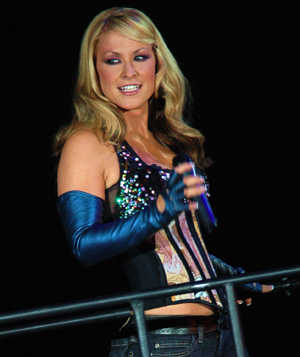
Anastacia durante um concerto em 2004.

Seu segundo álbum, "Freak of Nature", alcançou respeitáveis vendas, apesar de não chegar ao nível do internacional sucesso de "Not That Kind". O título do álbum têm origem num apelido que a mãe de Anastacia a chamava. O 1º single lançado foi "Paid My Dues". O 2º single, "One Day in Your Life", alcançou a 11º posição nas 10 mais tocadas do Reino Unido e muitos países europeus. O próximo single, "Why'd You Lie to Me", chegou a estar entre as 30 músicas mais tocadas do Reino Unido. O 4º single, "You'll Never Be Alone", alcançou a 28º posição no "Adult Contemporary", uma lista da Billboard.
Quando o álbum foi finalmente lançado nos Estados Unidos, em maio de 2002, ela o dedicou à Lisa "Left Eye" Lopes, que havia falecido em um acidente automobilístico um mês antes. Ela foi, em grande parte, responsável pelo sucesso de Anastacia, desde que Lisa apresentou o 'The Cut, onde a cantora fez sua primeira aparição. Logo, ela lançou uma edição dupla com duas músicas de sucesso, versões remixadas de três faixas do álbum e duas faixas ao vivo, gravadas no Japão, quando ela se apresentou em 13 de setembro de 2002.
Anastacia juntou-se à Celine Dion, Mary J. Blige, Cyndi Lauper, Shakira, Cher, Dixie Chicks e Stevie Nicks para o VH1's Divas Live em 2002. Também ajudou na música "Love Is a Crime", para a trilha sonora do filme Chicago, e foi escolhida para cantar a música tema da Copa do Mundo de 2002: "Boom", na respectiva cerimônia de abertura precedendo a partida França 0-1 Senegal.

## Diagnóstico doCâncer
Em janeiro de 2003, Anastacia decidiu reduzir suas mamas em função de problemas na coluna. Em uma mamografia de rotina para a cirurgia, ela descobriu que tinha cancro da mama. Imediatamente, realizou a cirurgia e a radioterapia, que foram um sucesso. Após o tratamento, criou o "Anastacia Fund", para conscientização do problema do câncer de mama entre mulheres jovens.
Ela atribuiu seu problema de saúde como uma inspiração do seu terceiro álbum. De acordo com uma entrevista, que ela deu à rádio britânica "The Box" em 2005, durante o tratamento sua voz perdeu potência, deixando-a incapaz de gravar. Por isso, passou um longo período escrevendo e tentando criar um ritmo que finalmente a deixasse feliz.
Em Fevereiro de 2013 viu-se obrigada a cancelar a sua nova turnê pela Europa, agendada para promover o seu novo álbum de regravações It's a Man's World, após ter sido diagnosticada novamente com cancro da mama. Em Julho do mesmo ano, através da sua conta no Twitter, a cantora revelou que tinha superado novamente a doença.

## Criação do "Sprock"
Como havia dito em Rove (Austrália), em 2004, Anastacia queria ter mais agudos nas suas músicas, que considerava ter deixado de lado em seus trabalhos anteriores. Para isso, usou muitos instrumentos, que criassem uma nova atmosfera à sua música. No entanto, não queria perder o ritmo, mas o gênero pop não a permitia usar muito de seus agudos sem que isso ficasse estranho na sua voz. Criou, assim, um novo tipo de som, que denominou "sprock" - uma combinação de soul, pop e rock. Ela usou seu próprio nome para designar o álbum.
Anastacia entrou nos estúdios de gravação em setembro de 2003, para começar a gravar seu álbum, trabalhando com Glen Ballard, Dallas Austin, e Dave Stewart, para lançá-lo em 2004. O álbum teve a participação do líder do grupo P.O.D., Sonny Sandoval, na música de conscientização social "I do".
O primeiro single, lançado em março, foi "Left Outside Alone", que mostrou uma mudança nos rumos de Anastacia.
Em Outubro de 2008, Anastacia lançou o álbum denominado por Heavy Rotation. O primeiro single do álbum foi "I Can Feel You", o segundo foi "Absolutely Positively" (recentemente cancelado) e o single substituto, que já foi oficialmente confirmado, vai ser "Defeated".

## Na estrada
De setembro de 2004 a agosto de 2005, Anastacia saiu com a Live at Last Tour. Em 2005, foi renomeada para Encore Tour.
Em 2005, lançou sua primeira coleção de grandes sucessos, chamada Pieces of a Dream, que possui uma canção de mesmo nome. O álbum estourou com os singles Pieces of a Dream, e o dueto com Eros Ramazzotti, I Belong to You, que foi um grandioso sucesso na europa, ficando entre as 10 músicas mais tocadas de vários países.
Mesmo tendo a Sony BMG forçado Anastacia a lançar esse álbum, ela disse estar feliz pelo trabalho ter sido feito como um livro de histórias, contando os primeiros cinco anos de sua carreira.
Logo após o lançamento de I Belong to You, Anastacia lançou seu primeiro DVD ao vivo, o Live at Last, no dia 27 de março de 2006 na Europa. O DVD contém material de seus shows em Berlim e Munique. Ele inclui clipes musicais de seus quatro singles (Left Outside Alone [U.S. version], Everything Burns [with Ben Moody], Pieces of a Dream, e I Belong to You (Il Ritmo Della Passione), com Eros Ramazzotti), cinco vídeos alternativos (I Do, Rearview, Seasons Change, Underground Army, e Time) e um documentário sobre a turnê.

## Empreendimentos
Anastacia by S.Oliver é uma coleção de roupas lançada no fim de 2006, por Anastacia e S.Oliver, realizando assim, um desejo antigo. A coleção é um espelho do estilo pessoal e versatilidade de Anastacia.
Uma edição limitada do CD "Welcome to My Style" foi disponibilizada gratuitamente a todos os consumidores que gastassem mais de 60 euros em roupas. O CD incluía as músicas: Underdog (B-Side of "Cowboys & Kisses"), Get Ready (B-Side of Left Outside Alone"), Boom (FIFA 2002 World Cup official song), Funk Medley (B-Side of "Paid My Dues").

### Edição Limitada da Coleção de Roupas
Anastacia by S.Oliver lançou uma edição de roupas limitada, chamada de Limited Luxury, que foi confeccionada com os cristais da famosa marca Swarovski. Essa coleção foi lançada em 2 de novembro de 2007, e foi vendida apenas em alguns países.

### Perfume
O perfume oficial da Anastacia, Ressurrection, foi lançado em Setembro de 2006. Contudo, de momento, a fragrância já não se encontra mais disponível no mercado.

## Filantropia
Durante sua carreira de sucesso, Anastacia apoiou muitos eventos de caridade, como o Life Ball 2006 - Make a Difference and Challenge for the Children, o maior evento anual da Europa contra a AIDS. Foi um dos 15 artistas que gravou uma música da Disney no CD DisneyMania. Ela gravou Someday My Prince Will Come, da Branca de Neve e os Sete Anões. Essa faixa foi incluída no seu segundo álbum para colecionadores.
Depois que foi diagnosticada com câncer, Anastacia criou o The Anastacia Fund. A organização conscientiza sobre o problema do câncer de mama e a importância das mamografias em mulheres abaixo dos 35 anos. Ela começou a vender sua linha de roupas no eBay, doando parte dos lucros ao Breast Cancer Research Foundation.

## Vida pessoal
Seu nome foi ligado a vários homens durante toda sua carreira. Namorou com o empresário Claudio Oliveira por 2 anos, e declarou que foi o amor de sua vida.
Casou-se com seu guardacostas, Wayne Newton, no México, em 21 de abril de 2007. O casamento foi em Huatulco.

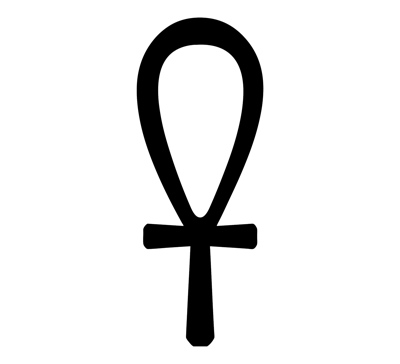
Ankh: Imagem base da tatuagem de Anastacia.

Anastacia têm uma tatuagem abaixo de seu pescoço, dizendo Forever, em um tipo de letra pouco comum. Também possui um Ankh na parte de baixo de suas costas, e que aparece na capa de seu primeiro álbum. Ele representa uma vida eterna, e seus fãs acham que a simbolizam.
Anastacia fez parte de um evento de caridade, o 46664, organizado por Nelson Mandela, que alerta sobre os perigos da AIDS. Ela cantou com U2 e Queen, e também contribuiu com a canção "Amandla", gravando-a e compondo alguns dos arranjos. Annie Lennox juntou-se à Anastacia e outras 22 artistas mulheres, para a prevenção da transmissão do HIV em fetos. O single "Sing" foi lançado no Dia Mundial de combate à AIDS, em 1 de Dezembro de 2007, juntamente com a apresentação de Annie Lennox no concerto de Nelson Mandela, 46664, na África do Sul.

## Em Portugal
A primeira vez que Anastacia visitou Portugal foi em 2002, para promover o seu segundo álbum Freak Of Nature, no programa de televisão Herman Sic. 
Dois anos mais tarde, a 24 de novembro de 2004, regressou com a turnê Live at Last, no Pavilhão Atlântico. Um ano mais tarde, em 2005, Anastacia fez parte do evento de música, Europe Music Awards 2005. Já em 2006, participou na segunda edição do Rock in Rio Lisboa. E 3 anos mais tarde, a 23 e 25 de julho de 2009, actuou no Pavilhão Multiusos de Guimarães  e no Pavilhão Atlântico, em Lisboa, respectivamente, para promover o seu álbum Heavy Rotation. 
A 17 de agosto de 2010 voltou a Portugal para um concerto no Algarve.
Entretanto, a cantora esteve no norte do país para dar um concerto privado para a marca alemã 'Bosch' no dia 28 de Maio de 2011. 
Recentemente esteve na edição de 2012 do Festival Marés Vivas no Porto, onde actuou para uma plateia de mais de 25 mil pessoas.
Dois anos depois, regressa a Lisboa como convidada nos Globos de Ouro no dia 18 de maio de 2014 e ainda actua no Campo Pequeno a 23 de outubro de 2014.

## Filmografia
| Ano  | Título                          |
| ---- | ------------------------------- |
| 2007 | Concert For Diana               |
| 2003 | Nelson Mandela's Day Concert    |
| 2002 | Anastacia: The Video Collection |
| 2001 | Ally McBeal: The Getaway        |
| 2001 | Ally McBeal: Queen Bee          |

## Discografia
Álbuns de estúdio
| Ano  | Título              |
| ---- | ------------------- |
| 2000 | Not That Kind       |
| 2002 | Freak of Nature     |
| 2004 | Anastacia           |
| 2005 | Pieces of a Dream   |
| 2008 | Heavy Rotation      |
| 2012 | It's a Man's World  |
| 2014 | Resurrection        |
| 2015 | Ultimate Collection |
| 2016 | A4App               |
| 2017 | Evolution           |
| 2023 | Our Songs           |

## Turnês
| Ano       | Nome                           |
| --------- | ------------------------------ |
| 2004/2005 | Live at Last Tour              |
| 2005      | Encore Tour                    |
| 2009      | Heavy Rotation Tour            |
| 2009/2010 | Here Come The Girls            |
| 2011      | Natalia Meets...Anastacia Tour |
| 2014/2015 | Resurrection Tour              |
| 2016/2017 | Ultimate Collection Tour       |
| 2018/2019 | Evolution Tour                 |
| 2022/2023 | I'm Outta Lockdown Tour        |
| 2024      | Petter Maffay Farewell Tour    |
| 2025      | Not That Kind Tour             |